# Tranvia Roma-Tivoli
La tranvia Roma-Tivoli era una tranvia extraurbana a vapore attiva dal 1879 al 1934; realizzata con caratteristiche ferroviarie e completata da una penetrazione urbana a trazione elettrica, la linea svolse un importante ruolo nel trasporto di materiali lapidei e manufatti grazie ai numerosi stabilimenti e opifici raccordati lungo il percorso.

## Storia

### Origini

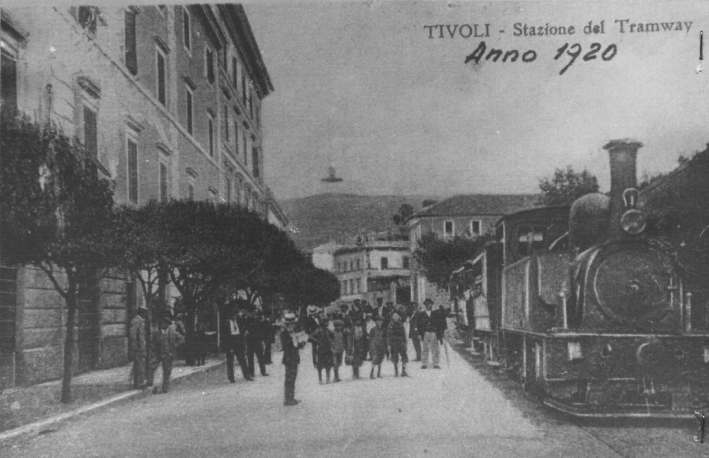
Un treno a Tivoli

All'indomani della presa di Roma le condizioni degradate della città e il potere economico nelle mani della finanza cattolica avevano spianato la strada a numerosi capitalisti stranieri. Nel campo dei trasporti su ferro risultava particolarmente attivo un gruppo di imprenditori belgi guidati da Lucièn Tant e Maurice Le Tellier, che portarono in dote alla Societé Anonime de Tramways et Chemins de fer Économiques (Rome, Milan, Bologne, etc.) (TFE) le concessioni ottenute nelle tre città indicate nella ragione sociale.
La concessione della Roma-Tivoli era stata chiesta per loro conto da due prestanome di Ernesto Emanuele Oblieght e Giuseppe Augusto Cesana prevedendo inizialmente una linea a cavalli dalla zona di Santa Bibiana a Tivoli, seguendo costantemente la via Tiburtina.
La trazione a cavalli, inusuale per una linea tanto lunga, era funzionale alla normativa in vigore al momento, composta da circolari ministeriali in luogo di una legge organica, che richiedeva la sola autorizzazione della Deputazione Provinciale e dei comuni, e coinvolgeva il Ministero dei lavori pubblici solo qualora si volesse utilizzare la trazione a vapore.
La linea fu concessa nel 1876 con un contributo chilometrico di 1.500 lire per 70 anni. A lavori oltremodo inoltrati, nel 1878, venne chiesto di utilizzare la trazione a vapore in luogo di quella a cavalli, autorizzazione che fu concessa dal momento che la linea era ormai quasi del tutto pronta e il materiale rimorchiato già ordinato, ottenendo con ciò di costruire una linea compatibile con gli standard delle Ferrovie dello Stato coi vantaggi economici della sede stradale. I lavori presero il via il 21 luglio 1877 a Tivoli, e il binario raggiunse Roma sedici mesi dopo.

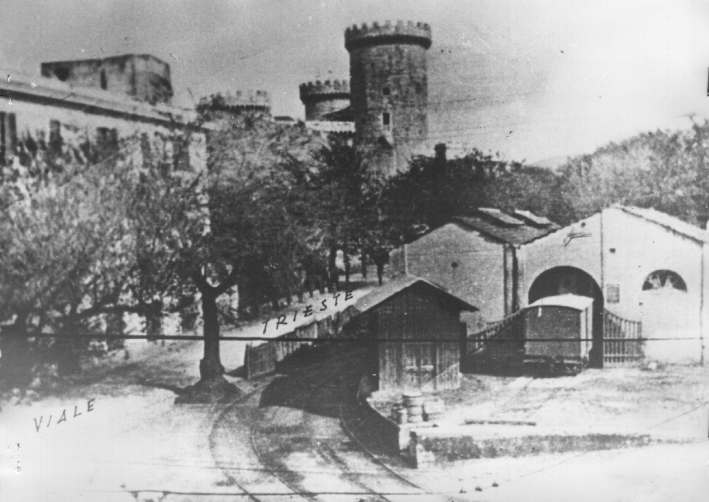
La rimessa di Tivoli in viale Trieste

La TFE effettuò una prima corsa di prova sull'intera linea il 9 giugno 1879, mentre l'inaugurazione, con la dovuta solennità, si ebbe il 1º luglio successivo, accompagnata dai consueti festeggiamenti. Il treno inaugurale, composto da sei vetture, partì dalla stazione Termini in Roma e, percorrendo il tratto ferroviario Roma-Orte, giunse a Roma Portonaccio; tramite un raccordo già costruito venne dunque instradato sulla tranvia. A Bagni di Tivoli il treno venne sdoppiato, giungendo a destinazione in circa due ore.
A Roma, dopo una prima richiesta di arrivare a piazza del Gesù, il capolinea fu realizzato a Porta San Lorenzo, da dove un semplice binario proseguiva per via Marsala fino a Roma Termini. Su quest'ultimo tratto venne attivata il servizio urbano Termini-Verano, svolto inizialmente con la trazione a cavalli.
Oltre a costruire la tranvia, la TFE rilevò lo stabilimento termale delle Acque Albule, ristrutturandolo e collegandolo alla linea tramite raccordi: lo stesso costituì una buona sorgente di traffico viaggiatori e merci per la Roma-Tivoli. Primo direttore di esercizio della linea fu l'ingegner Anderloni, al quale seguirono gli ingegneri Ducci, già direttore dei lavori, Moroni e Grea. A partire dal 1896 la direzione di esercizio fu assunta direttamente dai belgi con l'ingegner G. F. Van De Perre, che mantenne la carica fino al 1930, ossia quasi fino alla chiusura della linea.

### Esercizio e declino

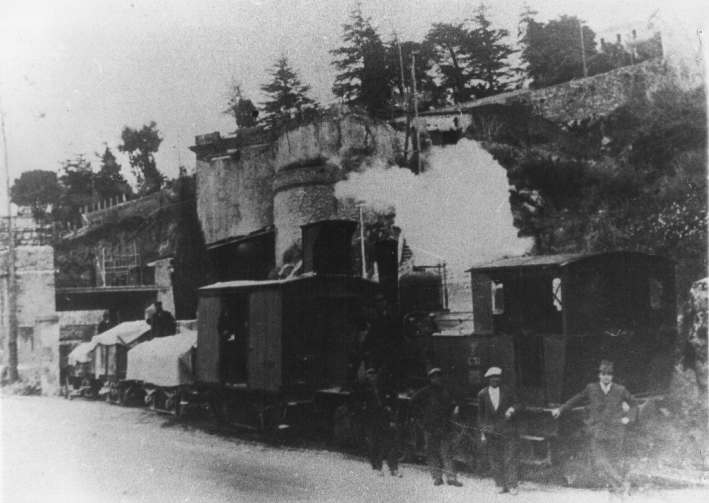
Manovre all'interno della cava di Carciano

Sulla Roma-Tivoli si esercitarono dalle origini una media di 6 coppie di corse ordinarie giornaliere, cui si aggiungevano quelle speciali limitate allo stabilimento di Bagni di Tivoli del periodo estivo. La composizione dei treni fu fissata in dieci o dodici carrozze a due assi; a Bagni venivano però sganciate di norma due o tre vetture e i treni erano inoltre sdoppiati all'inizio della salita per Tivoli, in corrispondenza del regresso, posto dopo lo scambio di villa Adriana.
L'esercizio di convogli in tutto e per tutto ferroviari non fu tuttavia scevro da problemi: già nel 1880, a causa di continue disgrazie, il Prefetto vietò la circolazione notturna (con grave danno al traffico merci), mentre continui incidenti si registrarono a Ponte Mammolo, dove binario era posato su sede stradale. La velocità massima ammessa sulla linea era di 20 km orari, ridotti a meno di dieci e quasi al passo d'uomo in presenza di attraversamenti a raso e in varie altre situazioni ritenute pericolose per la circolazione stradale.
Alla fine del XIX secolo, dopo 20 anni di esercizio, la linea cominciava a dare segni di vetustà: il Van De Perre, sfruttando l'eco dell'avvio a trazione elettrica della rete tranviaria dei Castelli Romani cercò invano di convincere la società ad eliminare il regresso, adottare la trazione elettrica e migliorare sia il tracciato che la sede rotabile. Gli azionisti belgi non acconsentirono a tale investimento accettando però di costruire la variante di Villa Adriana, con l'omonima stazione, cedendo al Comune di Roma la tranvia urbana di via Flaminia in cambio del permesso di elettrificare il servizio urbano per il Verano, ciò che avvenne nel 1904.
Gli anni venti registrarono un progressivo decadimento del servizio cui la società non pose rimedio.

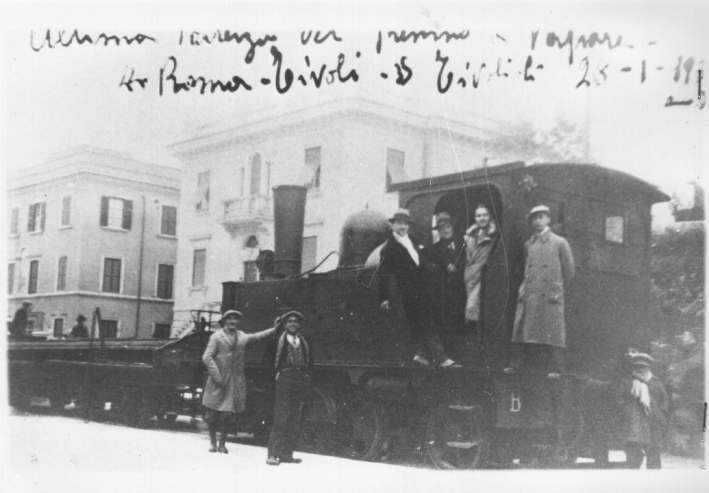
Ultima tradotta merci in via Garibaldi a Tivoli (28 gennaio 1933)

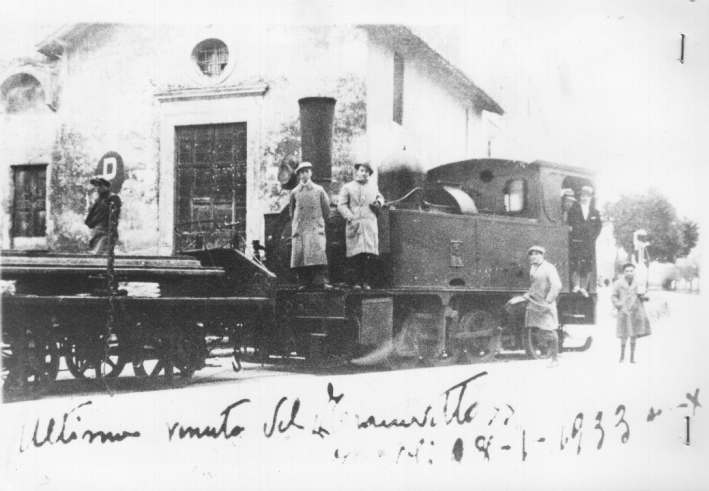
Ultima tradotta merci in via Garibaldi a Tivoli (28 gennaio 1933)

Durante la prima guerra mondiale il traffico sulla linea si fece più intenso e la linea servì per il trasporto dei feriti che giungevano a Roma Portonaccio e venivano trasportati direttamente al forte Tiburtino per l'occorrenza raccordato alla tranvia. Nel 1920 si registrò un movimento di 138.271 treni.km con 1.064.843 viaggiatori e 524.069 t di merci trasportati; il parco comprendeva 10 locomotive, 40 carrozze viaggiatori e 129 carri merci, con 174 agenti di ruolo e 18 avventizi.
Nel 1927 il Governatorato di Roma rilevò il servizio urbano Verano-dogana che, esercitato dall'ATAG, assunse la denominazione di linea 53; lo stesso ente acquisì nel 1928 il controllo della STFER, mutandone la denominazione in STEFER e acquisendo altresì la gestione della Roma-Tivoli, ceduta poi all'ATAG il 1º luglio 1931.
Anche il comune di Tivoli nel frattempo si mosse: il 13 agosto 1928 venne deliberata, dietro richiesta della belga, l'elettrificazione della linea. Ma troppo tardi: e autorità capitoline avevano già deciso la soppressione del servizio tranviario e la sua sostituzione con una linea di autobus. Su decisione dell'allora ministro delle comunicazioni Costanzo Ciano, il governatorato riscattò la linea compensando la belga con 850.000 lire.
L'esercizio passò dunque alla STFER dal 28 dicembre 1928. Il Van De Perre restò ancora alla direzione di esercizio fino al suo ritiro nel dicembre 1930. La completa soppressione del servizio viaggiatori sulla Roma-Tivoli si ebbe dal 30 giugno 1931: ceduta la convenzione all'ATAG, il servizio viaggiatori fu da allora svolto con autobus. Restava ancora il servizio merci, da mantenersi fino alla scadenza dei contratti per il traffico con gli stabilimenti raccordati; il 31 agosto 1932 la linea venne limitata ai raccordi per lo stabilimento della Chimica Aniene e per il forte Tiburtino. Le relative concessioni scaddero il 30 giugno 1934 e dal 1º luglio successivo la linea fu disabilitata a qualsiasi traffico.

### Il servizio urbano

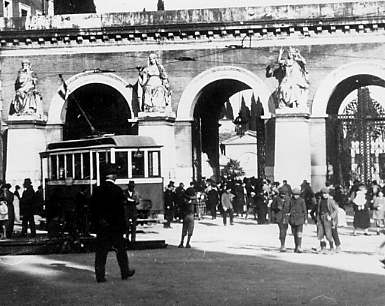
Tram elettrico della Belga al Verano

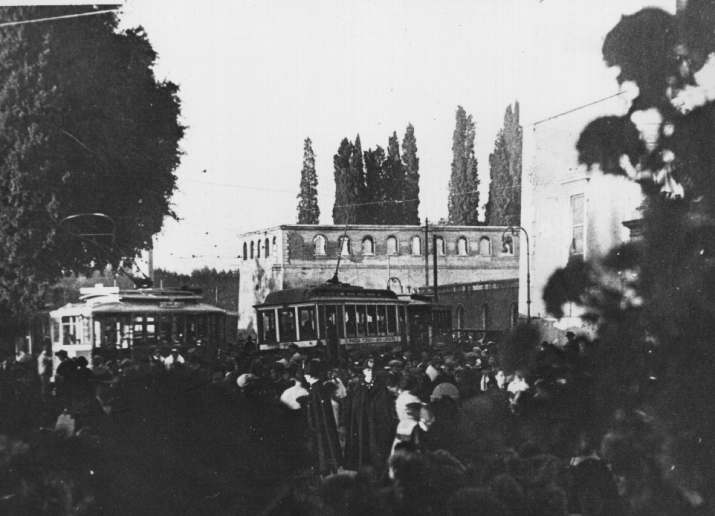
Tram elettrico della Belga con una carrozza extraurbana a rimorchio

Dal 1º novembre 1879, quattro mesi dopo l'apertura dell'esercizio a vapore tra Roma e Tivoli, la TFE istituì un servizio urbano con trazione a cavalli dalla Dogana, posta nella via di porta Tiburtina a fianco della stazione Termini (poi via Marsala angolo via Solferino) a quello che al momento si chiamava Campo Verano (cimitero), posto a fianco della basilica di San Lorenzo.
Poco è noto di questa prima realizzazione: una pianta del 1900 circa mostra la linea che, percorrendo la via di porta Tiburtina (poi via Marsala) attraversa le mura aureliane in corrispondenza dell'antica porta Tiburtina e si immette sulla via Tiburtina, seguendola fino ad un capolinea tronco posto nella piazza antistante l'ingresso al Verano. Anche se tale riporta, sulla via Tiburtina, un binario separato da quello della ferrovia, non si può essere certi che questa fosse anche la sistemazione iniziale della linea, trovandosi, in alcune fonti, la notizia che la tranvia a cavalli avrebbe utilizzato gli stessi binari della tranvia a vapore, distaccandosene con uno scambio nel piazzale Verano.

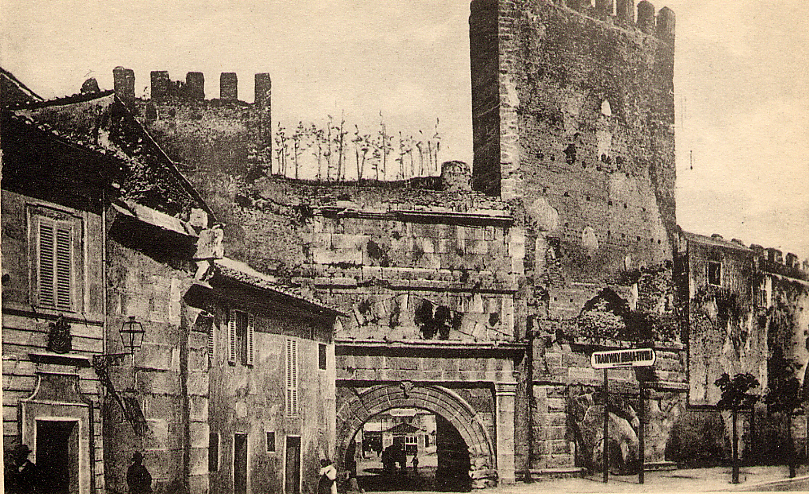
Un tram elettrico della Belga ripreso nel deposito oltre Porta San Lorenzo

La linea del servizio urbano nel 1904 era elettrificata a corrente continua a 550 V. Una pianta dell'Istituto Geografico Militare del 1909 mostra, con notevoli dettagli, la sistemazione della linea in quell'anno. Il binario della tranvia elettrica prosegue ora oltre la porta Tiburtina, fino alla porta San Lorenzo attraverso la quale passa sulla Tiburtina; poco dopo la porta Tiburtina un raccordo immette, attraverso un fornice praticato nelle mura e la via Tiburtina antica, all'interno del deposito e capolinea della tranvia a vapore; il capolinea tronco al Verano è sostituito da un anello che percorre il piazza davanti all'ingresso del cimitero.
I due binari separati per il servizio a vapore e per quello elettrico restarono attivi sulla via Tiburtina fino al 1927 quando l'ATAG riscattò dalla TFE la linea per il Verano, integrandola nella rete urbana con il numero 53, il 30 ottobre; dallo stesso giorno iniziarono anche dei servizi ATAG sui binari ex TFE, un servizio speciale da piazza Vittorio Emanuele al cimitero e il prolungamento al Verano della linea 12 per il piazzale di porta S. Lorenzo e la via Tiburtina, segno che già precedentemente era stato costruito un raccordo tra gli impianti municipali nel piazzale di porta San Lorenzo e il binario TFE.
La linea 53 venne esercitata fino al 31 dicembre 1929, sostituita dal giorno dopo da una nuova linea 10 nell'ambito della riforma tranviaria del 1930.

## Caratteristiche
La linea, lunga 28,5 km, era armata con binario a scartamento ordinario.

### Percorso
| Unknown route-map component "uexSTR+l" | Unknown route-map component "uexABZq+l" | Unknown route-map component "uexCONTfq" |

| Unused straight waterway | Unknown route-map component "uexBHF" |  |

| Unused straight waterway | Unknown route-map component "uexABZgl" | Unknown route-map component "uexKINTeq" |

| Unknown route-map component "uexWSLe" | Unknown route-map component "uexBHF" |  |

| Unknown route-map component "uexBHF" |

| Unknown route-map component "CONTg@Gq" | Unknown route-map component "uxmdKRZo" | Unknown route-map component "emdABZq+l" | Unknown route-map component "dCONTfq" |

| Unknown route-map component "d" | Unknown route-map component "uexvSHI2g+l-" |

| Unknown route-map component "uexCONTgq" | Unknown route-map component "uexABZgr" |  |

| Unknown route-map component "uexKINTaq" | Unknown route-map component "uexABZg+r" |  |

| Unknown route-map component "uexHST" |

| Unknown route-map component "WCONTfaq" | Unknown route-map component "uexhKRZWae" | Unknown route-map component "WCONTgeq" |

| Unknown route-map component "uexBHF" |

|  | Unknown route-map component "uexABZgl" | Unknown route-map component "uexKINTeq" |

|  | Unknown route-map component "uexABZgl" | Unknown route-map component "uexKINTeq" |

| Unknown route-map component "uexKINTaq" | Unknown route-map component "uexABZg+r" |  |

| Unknown route-map component "uexHST" |

| Unknown route-map component "uexKINTaq" | Unknown route-map component "uexABZgr" |  |

| Unknown route-map component "uexKINTaq" | Unknown route-map component "uexABZgr" |  |

| Unknown route-map component "uexKINTa" | Unused straight waterway |  |

| Unknown route-map component "uexABZl+l" | Unknown route-map component "uexABZgr" |  |

| Unknown route-map component "uexKINTe" | Unused straight waterway |  |

|  | Unknown route-map component "uexABZgl" | Unknown route-map component "uexKINTeq" |

| Unknown route-map component "uexBHF" |

| Unknown route-map component "uexHST" |

| Unknown route-map component "uexHST" |

| Unknown route-map component "uexv-SHI2gr" | Unknown route-map component "d" |

| Unknown route-map component "d" | Unknown route-map component "uexKINTaq" | Unknown route-map component "uexdABZr+r" | Unknown route-map component "uexdBHF" |  |  |

| Unknown route-map component "dCONTgq" | Unknown route-map component "dSTR+r" | Unknown route-map component "uexv-SHI2g+r" | Unknown route-map component "d" |  |

| Station on track | Unused straight waterway |  |

| Unknown route-map component "xABZgl" | Unused waterway under railway bridge | Unknown route-map component "CONTfq" |

| Unknown route-map component "uexKRW+l" + Unknown route-map component "exSTR" | Unknown route-map component "uexKRWgr" |  |

| Unknown route-map component "exKINTe" | Unused straight waterway |  |

| Unknown route-map component "uexKINTaq" | Unknown route-map component "uexABZgr" |  |

| Unknown route-map component "WCONTfaq" | Unknown route-map component "uexhKRZWae" | Unknown route-map component "WCONTgeq" |

| Unknown route-map component "uexBHF" |

| Unknown route-map component "uexbSHI2lr" |

| Unknown route-map component "uexBHF" | Unused straight waterway |

|  | Unused straight waterway | Unknown route-map component "uexABZgl" | Unknown route-map component "uexKINTeq" |

| Unknown route-map component "uexbSHI2+lr" |

| Unknown route-map component "uexdENDEaq" | Unknown route-map component "uexdHSTq" | Unknown route-map component "uexABZr+r" |  |

| Unknown route-map component "uexKINTaq" | Unknown route-map component "uexdABZgr" |  |

| Unknown route-map component "uexKBHFe" |

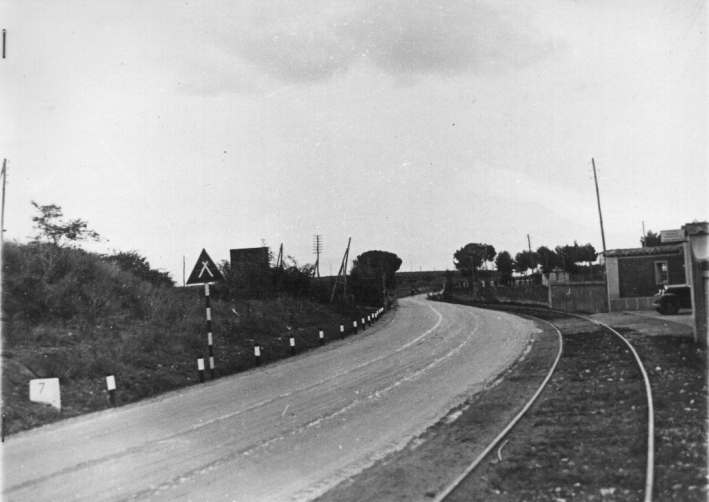
Via Tiburtina, dove in seguito sarebbe sorto lo svincolo di via Monti Tiburtini

Dal capolinea di San Lorenzo la tranvia disponeva in origine di un solo binario, su cui venivano esercitati il servizio a vapore e quello elettrico. In via Tiburtina lo stesso si manteneva sul lato sinistro all'incirca fino all'incrocio con via dei Reti, dove passava sulla destra e dove successivamente risultava affiancato ai binari delle tranvie municipali.
In piazza del Verano, su un anello posto di fronte alla basilica di san Lorenzo, terminava il servizio urbano. Da epoca imprecisata (probabilmente da quando nel 1904 il servizio viene elettrificato), ogni servizio risultò disporre di un proprio binario, e ciò è confermato da ordini di servizio dell'ATAC che riportavano di attraversamenti delle proprie tranvie dapprima su un solo binario, successivamente con una tranvia e una ferrovia (con ciò riferendosi alla linea locale e a quella extraurbana). Da piazzale del Verano, in epoca successiva, venne derivato un lungo raccordo per l'edificando quartiere Parioli, lungo il viale della Regina.
Dal Verano a Portonaccio il binario, costantemente sulla destra, occupava parte del largo marciapiedi ancora esistente sulla Tiburtina, rasente al muro di cinta del cimitero. A Portonaccio si superava la linea ferroviaria Roma-Orte in un primo tempo con una intersezione a livello e successivamente, dal 1882 circa, sul cavalcavia ancora esistente. Sempre da Portonaccio ha origine il tracciato della Tranvia Portonaccio-Ciampino-Marino.
Al km 4, era presente un raccordo per il forte Tiburtino: qui, durante la guerra mondiale, vennero portati i feriti prelevati alla stazione Portonaccio. Al km 5,9 si attraversava l'Aniene sul ponte Mammolo dopo il quale si staccavano a sinistra due raccordi per le cave di Aguzzano e di Vulcanotto, mentre a destra sorgeva il complesso della Chimica Aniene, poi stabilimento Solvay, anch'esso raccordato. In località Pratolungo erano presente altri tre raccordi per cave, ai quali seguiva la fermata Cavallari al km 8,25, giungendo poi alla stazione di Settecamini (km 10,65); ulteriore raccordo si staccava al km 10 che portava, con un bivio, alle cave Sagnotti e sant'Eusebio.

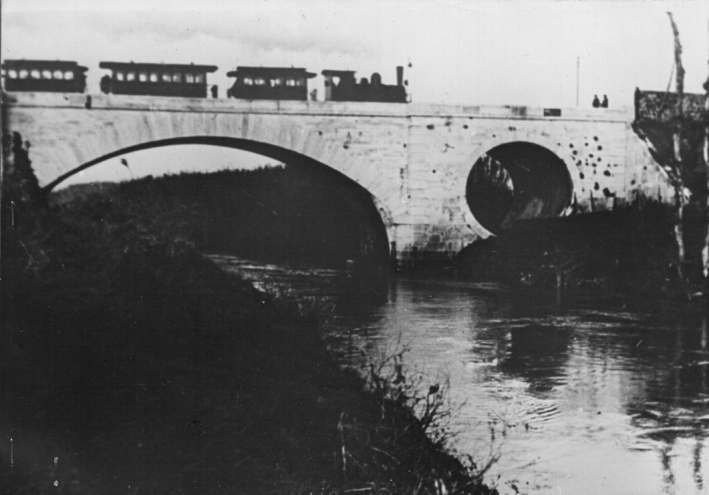
Un treno sul Ponte Mammolo

Dopo Settecamini, si incontrava la fermata di santa Sinfarosa (km 15,2), poi il raccordo detto di Martellona (km 18,25) e infine al km 19,75 l'importante fermata di Bagni di Tivoli, con un complesso schema di binari e di raccordi per gli stabilimenti.
Anche la centrale elettrica dell'Acquoria, che realizzò il primo trasporto di energia elettrica a corrente alternata in Europa con l'impianto per Roma, fu per un certo tempo raccordata alla tranvia; in fase di costruzione dell'impianto macchine e materiali arrivarono sul posto, provenienti dalla Ganz di Budapest, su carri della MÁV (ferrovie ungheresi), instradati sui binari della tranvia a mezzo del raccordo presente alla stazione FS di Portonaccio.
Proseguendo verso Tivoli, la linea sottopassava la ferrovia Roma-Sulmona e dopo circa 200 m si incontrava il raccordo per le cave dette del Barco e Bartolini. Al km 23 la linea superava nuovamente l'Aniene sul ponte Lucano, con un breve raccordo per uno scavo di ghiaia. Da ponte Lucano in poi il binario seguiva la Tiburtina passando davanti al successivo stabilimento Pirelli; con una variante del 1909 questo tratto passò in sede propria (trasformata in strada, sopravvive il toponimo via del Tramway), e traversando via di Villa Adriana giungeva alla nuova stazione Villa Adriana (km 24,5), il cui edificio è ancora esistente, immettendosi sul precedente percorso fino al regresso.

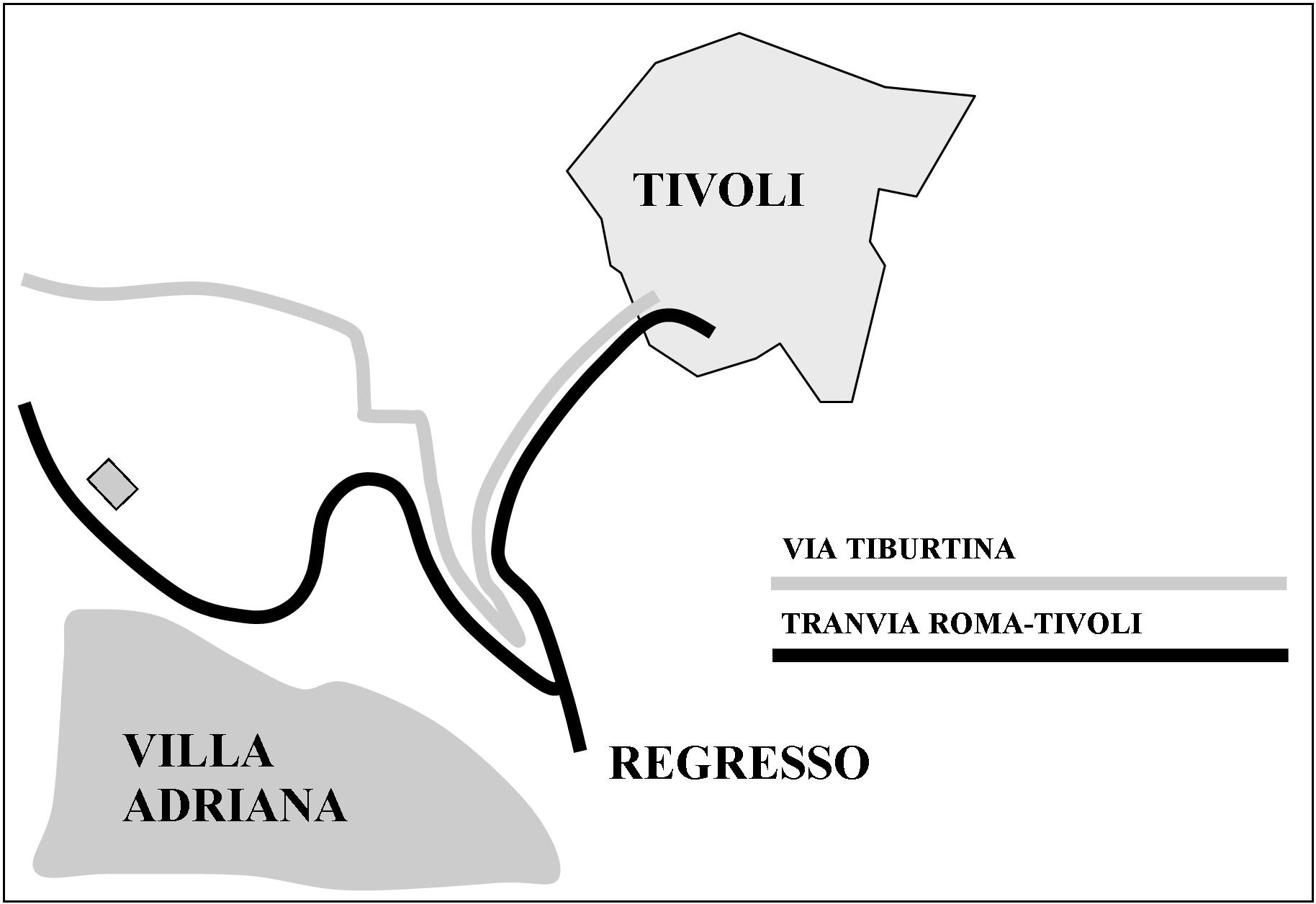
Schema del regresso

A causa dell'andamento tormentato della via Tiburtina l'ultimo tornante prima della salita finale verso Tivoli, ancora oggi chiamato curva di regresso, si rivelò di raggio troppo ristretto per essere seguito dal binario. Allo scopo di evitare un lungo e più costoso tratto in sede propria si fece ricorso a un sistema ammesso solo sulle linee secondarie, nel quale i binari nei due sensi confluiscono a Y. Non è stato mai accertato se al regresso ci fosse solo un'asta di manovra o un vero e proprio piano binari. Le poche notizie pervenute, tuttavia, attestano che i treni provenienti da Roma regredivano verso Tivoli con la locomotiva in coda, in modo da aumentare l'aderenza su una salita in forte pendenza.
Ripresa la marcia il treno arriva finalmente a Tivoli, superando un ennesimo raccordo (cava Manni e fornace di Carciano, km 27,36), alla stazione terminale di via Garibaldi (oggi piazza Garibaldi).

## Materiale rotabile
Ben poche sono le notizie pervenute sui rotabili della Roma-Tivoli, specie su quelli dei primi tempi di esercizio. Dal "Monitore delle strade ferrate"  del 1879, dove viene descritta la linea ed il suo materiale rotabile, si evince che le locomotive all'apertura della linea erano 4 di costruzione Carels. (Però è da notare che nella lista di fabbrica Winterthur risulta consegnata una macchina cabinata a due assi con numero di costruzione 139/1878 che avrebbe avuto la numerazione 2 - Fonte Winterthur- Nelle statistiche ministeriali del 1885 comunque non compare più mentre risultano in servizio le Carels, le Hoenzollern e le Henschel).
Notizie più dettagliate si hanno per le macchine entrate successivamente in servizio. È ancora da notare come nelle poche immagini disponibili le locomotive appaiano dotate dei soli organi di trazione tranviari, a repulsore centrale, a parte la presenza di due rudimenti di repulsori laterali che, forse, saranno serviti all'accoppiamento con i carri merci FS, salvo l'impiego di carri scudo.

### Locomotive a vapore
- Gruppo A (Carels) Gruppo A1-A3 - Macchine a tre assi a cilindri esterni secondo la disposizione Brown (cilindri disassati rispetto alle ruote motrici con trasmissione a mezzo di bilanciere). Di queste macchine si perde rapidamente ogni traccia e si dice possano essere state passate alla Tranvia Portonaccio-Ciampino-Marino.
- Gruppo B (Hohenzollern) Gruppo B1-B6 - Messe in servizio al ritiro delle Carels, restarono sulla linea fino alla chiusura.
- Gruppo C (Henschel) - Due macchine del 1884 (C31 e C32) e due entrate in servizio nel 1911-1912 (C33, C34), tutte provenienti dalla linea di Marino, chiusa nel 1889. Non è certo che i dati corrispondano ad entrambe le serie di macchine. Viceversa, sembra che altre due macchine numerate C33 e C34, di costruzione Henschel e provenienti dalla linea di Marino, siano entrate in servizio nel 1885; sarebbero poi state alienate cedendole ad altre amministrazioni e liberando così i due numeri.
- Gruppo 81 (Krauss, ex F.S.) - Provenienti dalla Ferrovie Secondarie Romane nel 1919, alla quale amministrazione sarebbero state cedute dalla Tranvia Portonaccio-Ciampino-Marino. Nelle FSR erano state numerate dapprima nel gruppo 10 e successivamente come RM 6703 e 6704, mentre nelle F.S. erano state immesse nel gruppo 812, come 8123 e 8124 e tali numeri avrebbero mantenuto sulla Roma-Tivoli.

### Carrozze viaggiatori e carri merci
Il materiale rimorchiato per viaggiatori della TFE, costruito a partire dal 1878 dalla ditta Grondona & C. e da altre società, è sempre stato a due assi. In generale le carrozze avevano un passo di 1700 mm con una lunghezza di 6000 mm, con larghezza di 2370 e 2430 mm. I carri merci, anch'essi tutti a due assi, avevano una larghezza di 2360 mm.

### Tram elettrici
La TFE arrivò a disporre di dieci motrici a due assi, ripartite in due serie di sette e tre vetture del 1904 e 1916, che all'occorrenza potevano rimorchiare alcune carrozze del servizio a vapore in virtù della potenza 240 CV; in tal modo potevano essere effettuati servizi senza trasbordo da Tivoli a Roma via Marsala.
Non appare del resto chiaro se linea urbana e linea extraurbana fossero interconnesse dopo lo sdoppiamento del binario sulla Tiburtina e quindi se fosse possibile trasferire le carrozze extraurbane già dal Verano. Nel 1927 tali elettromotrici passarono all'ATAG assieme al servizio urbano Termini-Verano; la loro radiazione risale ai primi mesi del 1930.

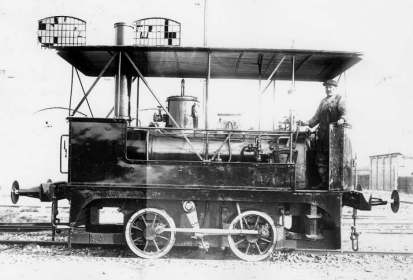
Locomotiva cabinata forse in uso sulla Roma-Tivoli
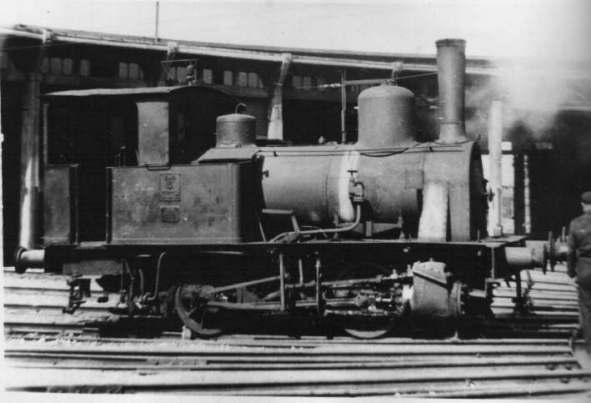
Locomotiva gruppo C
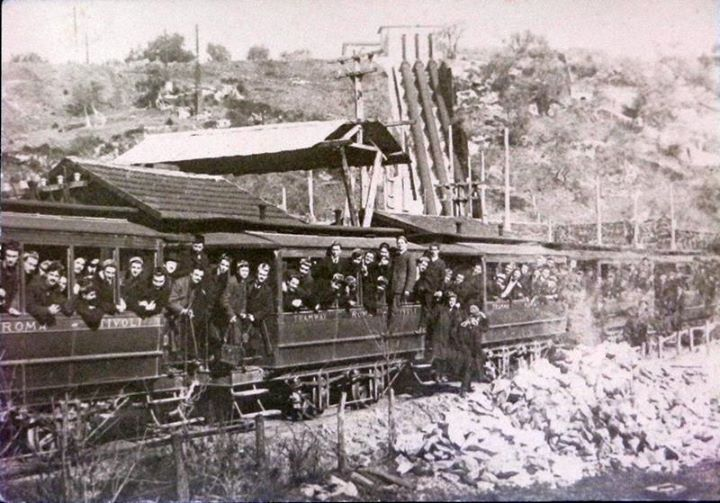
Un convoglio viaggiatori alla centrale dell'Acquoria
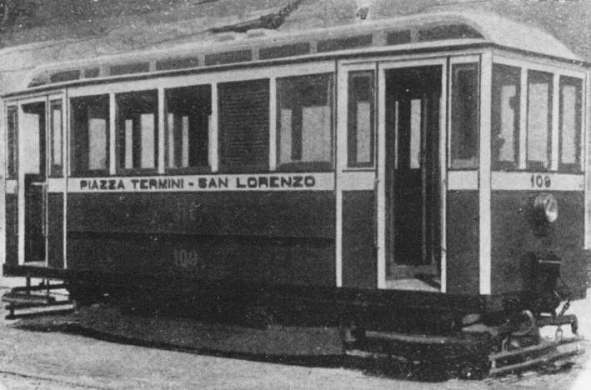
Un tram elettrico della Belga